# Iveco AP160
L'Iveco AP160 est un châssis pour autobus urbain et autocar de ligne, destiné aux carrossiers spécialisés des pays autres que l'Europe. Il est fabriqué par le constructeur italien IVECO en Italie mais également en Argentine et en Australie à partir de 1984. Il sera remplacé par l'Eurorider en 2001.
Il a été décliné en cinq versions en configuration 4x2 :
- AP 160 1ère génération - modèles AP 160.11 / AP 160.12 pour autobus urbains et de ligne en 11 et 12 mètres de longueur, avec des moteurs Fiat 8210.02,
- AP 160 2ème génération - modèles AP 160.11.26 / AP 160.12.26 / AP 160.12.29 pour autobus urbains et de ligne d'une longueur de 11 et 12 mètres, équipés de moteurs Fiat-Iveco Euro 1 : 8460.41E.

## Histoire des châssis autobus Fiat
Depuis la création de F.I.A.T. en 1899, chaque véhicule de transport s'accompagne d'un châssis destiné aux carrossiers extérieurs, comme la coutume de l'époque l'exigeait. Les constructeurs automobiles ne fabriquaient que les bases sur lesquelles les carrossiers spécialisés montaient leur propre carrosserie, réalisée selon les exigences du client, souvent très fortuné.
Lors du lancement de son premier véhicule industriel (camion) en 1903, le 24 HP, Fiat a fourni le châssis pour l'utiliser en autobus. Fiat fabriquera son premier autobus complet en 1925, le Fiat 603 S.
Depuis lors, que la marque soit Fiat puis Iveco en 1975, le constructeur italien a toujours produit des châssis pour autobus et autocars identiques à ceux qu'il utilise pour ses propres fabrications dans tous les pays du monde.
Le châssis AP 160 tout comme son successeur 391 EuroRider n'échappent pas à cette règle et sont fabriqués indifféremment en Italie, en Argentine ou en Australie. 

Avec la mise en application de la norme Euro 1, Iveco a rénové son châssis AP 160 en remplaçant le moteur Fiat-Iveco 8210.02 développant 192 kW par le nouveau Iveco 8460.41E développant 216 kW.